# George Elwood Smith

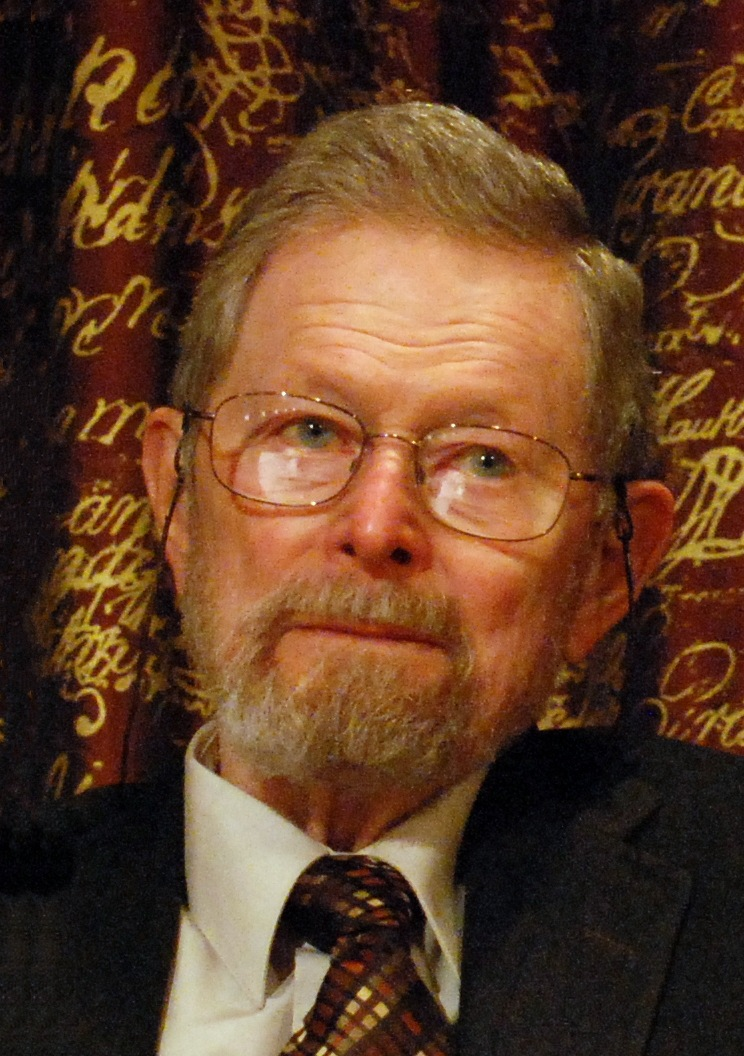
George Elwood Smith (2009)

George Elwood Smith (* 10. Mai 1930 in White Plains, New York; † 28. Mai 2025 in Barnegat, New Jersey) war ein US-amerikanischer Physiker. Er ist Miterfinder der Charge-Coupled Device (CCD).
Nach seinem Dienst in der US Navy studierte er an der University of Pennsylvania (Bachelor, 1955) und der University of Chicago (Master, 1959). Smith arbeitete von 1959 bis 1986 bei den Bell Laboratories, wo er die Erforschung neuartiger Laser und Halbleiter-Bauelemente vorantrieb.
Im Jahr 1969 erfanden Smith und Willard Boyle das Charge-Coupled Device. Dafür erhielten beide 1973 die Franklin Instituts Stuart Ballantine-Medaille.
Er wurde 2009, zusammen mit Willard Boyle, mit dem Nobelpreis für Physik für die Erfindung des CCD ausgezeichnet. 2017 erhielt er den Queen Elizabeth Prize for Engineering.
George E. Smith war Funkamateur und hielt das US-Rufzeichen AA2EJ.